# Scaphoidula incisa
Scaphoidula incisa är en insektsart som beskrevs av Paul W. Oman 1937. Scaphoidula incisa ingår i släktet Scaphoidula och familjen dvärgstritar. Inga underarter finns listade i Catalogue of Life.